# علم النفس اللاقياسي
علم النفس اللاقياسي، ويسميه البعض خطاء بالشاذ، هو فرع من فروع علم النفس يدرس الظواهر النفسية غير الطبيعية سواء كانت منحرفة أو سوية مثل دراسة صفات ضعاف العقول والموهوبين والمرضى نفسيا وعقليا.
-الدراسة العلمية للاضطراب النفسي الذي يؤثر على الطريقة التي يشعر بها الناس والتي يفكرون ويتكلمون ويتصرفون من خلالها. ويمكن تسمية مجال علم نفس الشواذ علم الأمراض النفسية. وتختلف مستويات السلوك الشاذ وغير الشاذ من مجتمع إلى آخر ويتغير وفقاً لتغيرات الظروف والعادات الاجتماعية. فتجربة ضرب الأطفال بشدة كي يصبحوا مطيعين مثلاً كانت تُعد سلوكاً مألوفاً لعدة قرون. لكن كثيرًا من الناس الآن يعدّون تصرفاً كهذا فظًا وغير تربوي.
دراسات علم نفس الشواذ. يقوم بهذه الدراسات في الغالب أطباء نفسانيون، واختصاصيو علم نفس، وباحثون اجتماعيون. يجمع هؤلاء الخبراء معلومات يسخرون لها وسائل مثل دراسة الشخصية واختبارات الذكاء والتجارب العلمية ودراسات الحالة.ويصف نوع من دراسات الحالة يسمى دراسة الفرد سلوك شخص واحد وأنماط تفكيره. ويفحص نوع آخر يسمى دراسة المجموعة أنماط السلوك والتفكير الشائعة بين أناس كثيرين يعانون الاضطراب نفسه.

## نظريات علم نفس الشواذ
تصف هذه النظريات المرض العقلي وتقترح أسباباً معقولة لهذه الأمراض، وتقدم مناهج معينة لعلاجها. يمكن تقسيم هذه النظريات إلى أربع مجموعات أو مدارس أساسية:
1. الجسمانية الحيوية.
2. النفسية الداخلية.
3. الوجودية.
4. السلوكية.

## النظريات الجسمانية الحيوية
تصر على أهمية التركيز على الأسباب الجسمانية للاضطرابات النفسية. تُصنِّف هذه النظريات الاضطرابات العقلية في مجموعتين: اضطرابات عضوية واضطرابات وظيفية. وللاضطرابات النفسية العضوية أسباب جسمانية مؤكدة مثل المرض أو تلف الدماغ. لكن ليس هناك أسباب جسمانية معروفة للاضطرابات النفسية الوظيفية. وتعتقد كثير من النظريات أن الاضطرابات الوظيفية تحدث أساساً بسبب عيوب وراثية.
ويعالج الأطباء الاضطراب العقلي أساساً بالمهدئات ومضادات الاكتئاب والحبوب المنوِّمة وعقاقير أخرى. ويستعملون في حالات نادرة الصعقات الكهربائية أو جراحة الدماغ أو أجزاء أخرى من الجهاز العصبي.

## النظريات النفسية الداخلية
تركز على الأساس الوجداني للسلوك الشاذ. ويعتقد أصحاب هذه النظريات بأن الخلافات التي تنشأ في الطفولة المبكرة تتسبب في انزعاج الناس أو أن تكون لهم مشاعر أخرى غير سارة طوال حياتهم.
يستعمل علماء النفس مصطلح عصبي لوصف الشخص الذي يتصرف أحياناً بطريقة شاذة، لكنه يمكن أن يتعامل عادة مع المشكلات اليومية. ويسمّى الأفراد الذين يفقدون الاتصال بالواقع الذُّهانِييِّن. ويعتقد بعض الذهانِيِّين بآراء غير موضوعية للغاية يطلق عليها اسم الأوهام. وفي إمكانهم أيضاً أن يتفكروا في تخيلات مثل سماع أصوات أو رؤية أشكال يسمونها أو يعتقدون أنها حقيقة، وتسمى هذه الحالة الهلوسة.
ويستعمل علاج يسمى التحليل النفسي في أغلب الأحيان لمساعدة العصابيين والذهانيِّين ليفهموا قلقهم ومشكلاتهم ويحلوها. ويتحدث المريض إلى المحلل النفسي أثناء جلسة التحليل النفسي. وفي أسلوب آخر يسمى التداعي الحر، يفضي المريض إلى المحلل النفسي بأية أفكار أو صور أو أحاسيس تأتي إلى ذهنه.

## النظريات الوجودية
تركز النظريات الوجودية على أهمية التجارب الحديثة ووجهة نظر الشخص عن نفسه.

ويحاول المعالجون الوجوديون مساعدة المرضى كي يغوصوا في أعماق مشاعرهم وأن يتقبّلوا مسؤوليات حياتهم وأن يبوحوا بما يضمرونه.

## النظريات السلوكية
تركز على تأثيرات التعلم على السلوك. ويستخدم السلوكيون طريقة تعلُّم يسمى الإشراط لتغيير السلوك الشاذ.

وفي هذه العملية يعالج السلوكيون مرضى الاضطراب العصبي بتلقينهم أنماطاً مقبولة للسلوك وفرض سلوك محبوب عن طريق التشجيع.

## نبذة تاريخية
حاول الناس منذ القدم فهم الاضطرابات العقلية وعلاجها. واعتقد كثيرون من العلماء الأوائل أن الشياطين تتسبب في السلوك الشاذ للإنسان. وعَدّ الناس المرضى العقليين فيما بعد أُناساً خطرين ليس لهم القدرة الكافية على كبح جماح أنفسهم كي يصبحوا عاديين. وكان المضطربون عقلياً يُسجنون، وأحياناً يقيّدون بالسلاسل أو يرسلون إلى مراكز كئيبة تسمّى المصحّات. وبنهاية القرن الثامن عشر الميلادي بدأ الناس في دراسة الفكرة التي تقول إن السلوك الشاذ ينجم عن المشكلات الخطرة التي يواجهها الفرد. ولذا فقد أخذ الناس يعالجون مرضى العقول بصورة أكثر إنسانية.
وخلال القرن التاسع عشر الميلادي بدأ الناس يعتقدون في أسباب جسمانية ممكنة تؤدي إلى مختلف الاضطرابات العقلية. واشتهر عالم النفس الألماني إميل كرابلين بسبب كتابه المسمى كتاب في الطب النفسي (1883م). وقد صنف هذا الكتاب مختلف الأمراض العقلية وفقاً لأنواعها المحددة من حيث السلوك الشاذ.
وفي نهاية القرن التاسع عشر وبداية القرن العشرين الميلادي، طوّر سيجموند فرويد ـ وهو طبيب نمساوي ـ نظريات حول تأثيرات دوافع اللاوعي على السلوك. وضع فرويد وأتباعه من بعده، الأسس لكل من المدرسة النفسية الداخلية والتحليل النفسي. وأصبح الفرويديون مشهورين بصفة خاصة لاستخدامهم أسلوب التداعي الحر في تفسير الأحلام، وتحليل الذكريات وجعل الناس واعين بصراعاتهم غير الواعية.
وفي أواخر القرن العشرين الميلادي اقترح الباحثون عدة نظريات أخرى وعلاجات للحالة النفسية الشاذة. وقد تركزت هذه النظريات والعلاجات حول العلاقة بين الظروف النفسية والجسمانية والاجتماعية للفرد والمجتمع..

## للاستزادة
- علم نفس
- قائمة مدارس علم النفس